# Sous le soleil de Satan (film)
Sous le soleil de Satan är en fransk dramafilm från 1987 i regi av Maurice Pialat, baserad på romanen Under djävulens färla från 1926 av Georges Bernanos. Huvudrollerna spelas av Gérard Depardieu och Sandrine Bonnaire.
Filmen tilldelades Guldpalmen vid filmfestivalen i Cannes 1987. Juryns beslut var enhälligt. När Maurice Pialat gick upp på scenen för att ta emot priset busvisslade vissa i publiken. Pialat besvarade detta med att höja en knuten näve och säga "jag gillar inte er heller".

## Medverkande i urval
- Gérard Depardieu – Donissan
- Sandrine Bonnaire – Mouchette
- Maurice Pialat – Menou-Segrais
- Alain Artur – Cadignan
- Yann Dedet – Gallet
- Brigitte Legendre – Mouchettes mor
- Jean-Claude Bourlat – Malorthy